# Nilfisk
 (mai 2018).
Nilfisk est une entreprise de fabrication d'équipements professionnels de nettoyage. Son siège social se situe au Danemark depuis la création de l'entreprise en 1906.

## Historique
1906 Nilfisk est fondée par H.M. Nielsen et P.A. Fisker. La société s'appelle alors Nielsen & Fisker.
1910 Fabrication du 1er aspirateur électrique en Europe, «le Nilfisk C1».
1910 Merrit Pond créé «The Advance Machine Shop», atelier de réparation pour les minoteries à Minnéapolis, dans l’État du Minnesota - États-Unis.
1919 PA Fisker’s, passionné de moto se lance dans la fabrication de moto cycle, la «Nimbus ».
1932 Un nouvel aspirateur innovant est lancé. «The Silent Dane» établit de nouvelles normes en matière de réduction sonore.
1938 Nilfisk ouvre sa première usine à l’étranger.
1940 Commercialisation du premier aspirateur industriel.
1950 Mise en production de la première machine de nettoyage de sols Nilfisk.
1954 Le millionième aspirateur sort de l’usine de Cophenague avec de nombreuses exportations vers l’Europe.
1956 Kew commercialise son premier nettoyeur haute pression. Société Danoise reprise 40 ans plus tard par le groupe ALTO.
1958 Production de son emblématique aspirateur G 70 pour les ménages et les professionnels. Il s’agit du premier aspirateur Nilfisk équipé d’un sac à poussière.

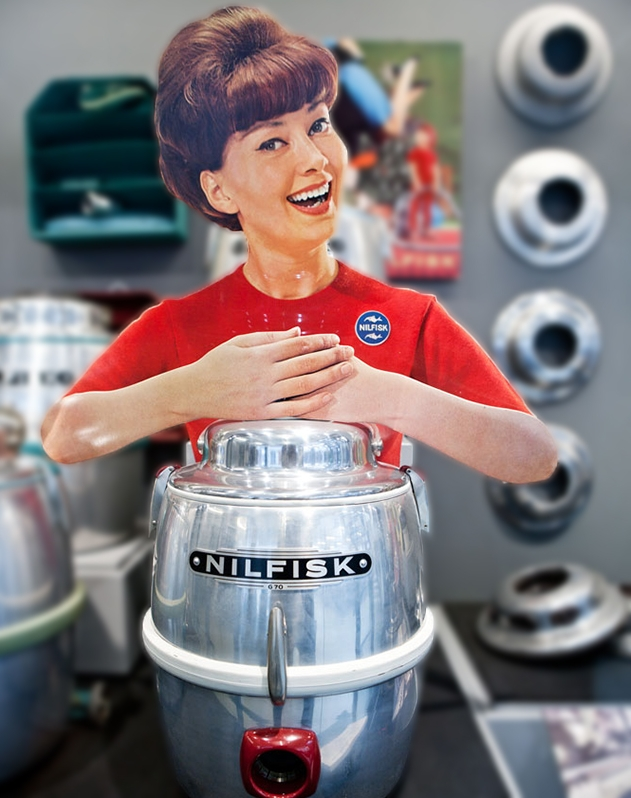
Aspirateur Nilfisk G70

1962 Nilfisk produit son premier aspirateur eau et poussière.
1964 Advance développe le premier aspirateur bimoteur et commence à exporter en Europe.
1970 Nilfisk commence à investir de façon intensive dans l'automatisation.
1981 Nilfisk commence la fabrication de cuves synthétiques pour remplacer celles des aspirateurs en aluminium.
1988 L'entreprise reprend le fabricant australien de nettoyeurs haute pression « Gerni » et ce qui lui permet d'être l'un des premiers à commercialiser ces appareils en Europe.
1994 Nilfisk rachète l'américain «Advance Machine Compagny». Le groupe devient Nilfisk-Advance et renforce ainsi sa gamme de machines de nettoyage.
2000 CFM, fabricant d'aspirateurs industriels créée en Italie en 1977, rentre dans le giron de Nilfisk.
2004 Acquisition du groupe ALTO, né 6 ans plus tôt de la fusion de 10 marques du secteur du nettoyage (Kew, Wap, Clarke...) Nilfisk s'enrichit de 50 ans d'expertise en matière de nettoyage haute pression.
2007 Le groupe achète le fabricant chinois VIPER et s'implante sur le marché asiatique.
2015 Nilfisk-Advance devient Nilfisk.
2016 Le groupe annonce le programme «HORIZON», une nouvelle vision du nettoyage par des machines autonomes.
2017 Lancement du prototype «Liberty A50», première autolaveuse autonome.

## Actuellement
Aujourd'hui, Nilfisk est présent dans plus de 100 pays. Son siège social est basé au Danemark mais elle possède des sites de production en Allemagne, en Italie, en Chine, en Hongrie, en Suède et aux États-Unis. Elle propose une large gamme d'équipements de nettoyage des sols, d'aspirateurs, de nettoyeurs haute-pression professionnels ainsi que des aspirateurs et des nettoyeurs haute-pression grand public.
Nilfisk est entré en bourse de Copenhague en octobre 2017 après s'être séparé du groupe NKT.
Après avoir signé le Pacte Mondial des États-Unis et l'engagement de transparence sur ses émissions carbones, Nilfisk ouvre les portes d'une nouvelle ère technologique avec son programme HORIZON  pour un nettoyage plus intelligent.